# Taake
Taake er et norsk black metal-band, som oprindeligt blev dannet i 1993 under navnet Thule. Bandet, som til at begynde med kun bestod af frontmanden Ulvedin Hoest og trommeslageren Svartulv, nåede at udgive to demoer under det gamle navn, før de skiftede til Taake. Efterfølgende har Taake bestået af Hoest, den primære sangskriver i bandet, såvel som vekslende studiemusikere. Bandet er flere gange blevet sat på pause på grund af at Hoest er blevet fængslet for vold.
Taake var også de første til at bruge betegnelsen "Helnorsk Svartmetall" (en oversættelse af Darkthrones oprindelige "True Norwegian Black Metal") om deres musik, omend begge sætninger bruges af bandet.

## Medlemmer
- Ulvhedin Hoest (Ørjan Stedjeberg) – vokal, diverse instrumenter

### Nuværende studiemusikere
- V'gandr (Ørjan Nordvik) – bas (2007-)
- Thurzur (Jan Atle Lægreid) – trommer (2007-)
- Tundra (Hans Helander) - guitar (1996-2002, 2007-)

### Tidligere medlemmer
- Haavard - bas
- Bjarte - trommer
- Stieg - guitar
- Svartulv (Thomas Wiers) - trommer (1995-1996), vokal (2004-2005)
- Deathanie Cunt - bas, guitar, piano (2002-2003)
- Lava (Radomir Michael Nemec) - bas, guitar, vokal (2002-2007)
- Mord (Tormod Haraldson) - trommer (2002-2006)
- C. Corax (Jan Martin Antonsen) - guitar (2002-2004)
- Dommedag (Dag Anderson) - guitar (2007)

## Diskografi

### Studiealbum
- 1999: Nattestid Ser Porten Vid
- 2002: Over Bjoergvin Graater Himmerik
- 2005: Hordalands Doedskvad
- 2008: Taake
- 2011: Noregs Vaapen
- 2014: Stridens Hus
- 2017: Kong Vinter
- 2023: Et hav av avstand

### Ep'er
- 1996: Koldbrann I Jesu Marg
- 2007: Nekro
- 2008: Svartekunst
- 2011: Kveld

### Splitalbum
- 2004: Sadistic Attack / Nordens Doedsengel (med Amok)
- 2006: A Norwegian Hail To VON (med Amok, Norwegian Evil og Urgehal)
- 2006: Men Of Eight/Lagnonector (med Vidsyn)
- 2006: Dra Til Helvete!/Restart The Night! (med Gigantomachy)
- 2011: Swine of Hades (med Sigh, The Meads of Asphodel og Thus Defiled)

### Opsamlingsalbum
- 2004: Helnorsk Svartmetall
- 2004: The Box (bokssæt)
- 2013: Gravkamre, Kroner og Troner

### Demoer
- 1993: Der Vinterstormene Raste (som Thule)
- 1994: Omfavnet av Svarte Vinger (som Thule)
- 1995: Manndaudsvinter

## Eksterne links
- Officielle hjemmeside Arkiveret 24. juli 2011 hos  Wayback Machine
- Taake på Myspace
- Taake på Encyclopaedia Metallum

| Musikgruppe | Spire Denne artikel om en norsk musikgruppe er en spire som bør udbygges. Du er velkommen til at hjælpe Wikipedia ved at udvide den. |